# نادي الاتحاد المصراتي
نادي الإتحاد المصراتي أو (إتحاد مصراتة)، هو نادي رياضي ليبي يقع مقره في مدينة مصراتة، تأسس سنة 1965 و يلعب في الدوري الليبي الممتاز منذ الموسم الرياضي 2017/ 2018 حيث لعب في المجموعة الثالثة في أول موسم له و تحصل على الترتيب الرابع في المجموعة خلف: نادي الإتحاد طرابلس / نادي السويحلي / نادي الأولمبي، يعتبر نادي الإتحاد المصراتي هو قطب الرياضة الثاني في مدينة مصراتة و يلعب ديربي بينه و بين غريمه نادي السويحلي.
يرتدي الفريق الزي الأخضر و الأبيض كلباس رئيسي و يلعب على أرضية ملعب مصراتة.
أفضل إنجاز لهم في كأس ليبيا 2009/2010 ( كأس الفاتح سابقا ) كان وصولهم لدور النصف نهائي حيث خرجو منه أمام نادي المدينة بعد خسارتهم 4-1 على ملعب مصراتة

## فرق النادي

### فريق كرة القدم الأول
فريق كرة القدم فئة الشباب ( بطل ليبيا للشباب 2022 ) 

## وصلات خارجية
- صفحة معلومات نادي الإتحاد مصراتة - موقع كووورة
- 1- الاتحاد المصراتي يحصد لقب الدوري الليبي للشباب